# Lindsdals IF
Lindsdals Idrottsföreningen ist ein schwedischer Fußballverein aus Kalmar. Der Klub ist für seine Frauenfußballmannschaft bekannt, die zwei Spielzeiten in der Damallsvenskan antrat.

## Geschichte
Lindsdals IF gründete sich am 26. Juli 1926. In den 1970er und 1980er Jahren spielte die Männermannschaft des Klubs mehrfach auf dem dritten Spielniveau, konnte sich aber nicht längerfristig etablieren. Die Frauenfußballmannschaft stieg Ende 1991 erstmals in die Damallsvenskan auf. Dort spielte sie in der Spielzeit 1992 im hinteren Mittelfeld der Liga, konnte aber GAIS, Djurgårdens IF und Sundsvalls DFF hinter sich lassen und den Klassenerhalt bewerkstelligen. In der folgenden Saison glückten nur zwei Saisonsiege, so dass der Klub gemeinsam mit Aufsteiger Mallbackens IF absteigen musste. In der Folge verabschiedete sich die Mannschaft vom höherklassigen Fußball.
Nachdem die Männermannschaft des Lindsdals IF lange Zeit nur im unterklassigen Regionalbereich gespielt hatte, schaffte sie am Ende der Spielzeit 2001 den Sprung in die Viertklassigkeit. Dort spielte sie gegen den Abstieg, der 2005 nicht verhindert wurde. Nach dem sofortigen Wiederaufstieg belegte sie 2007 den Relegationsplatz, konnte sich aber in der Liga halten. Zwei Jahre später belegte der Klub den dritten Rang, hatte jedoch 17 Punkte Rückstand auf Staffelsieger und Aufsteiger Lunds BK. Parallel hielt sich die Frauenmannschaft des Klubs in der dritten Liga.